# Cocceu
Cocceu (en llatí Cocceius) era el nom d'una família romana que es menciona per primer cop cap al final de la república i a la qual va pertànyer l'emperador Nerva. Tots els membres de la família van portar el cognomen Nerva.